# Scott Alan Prouty

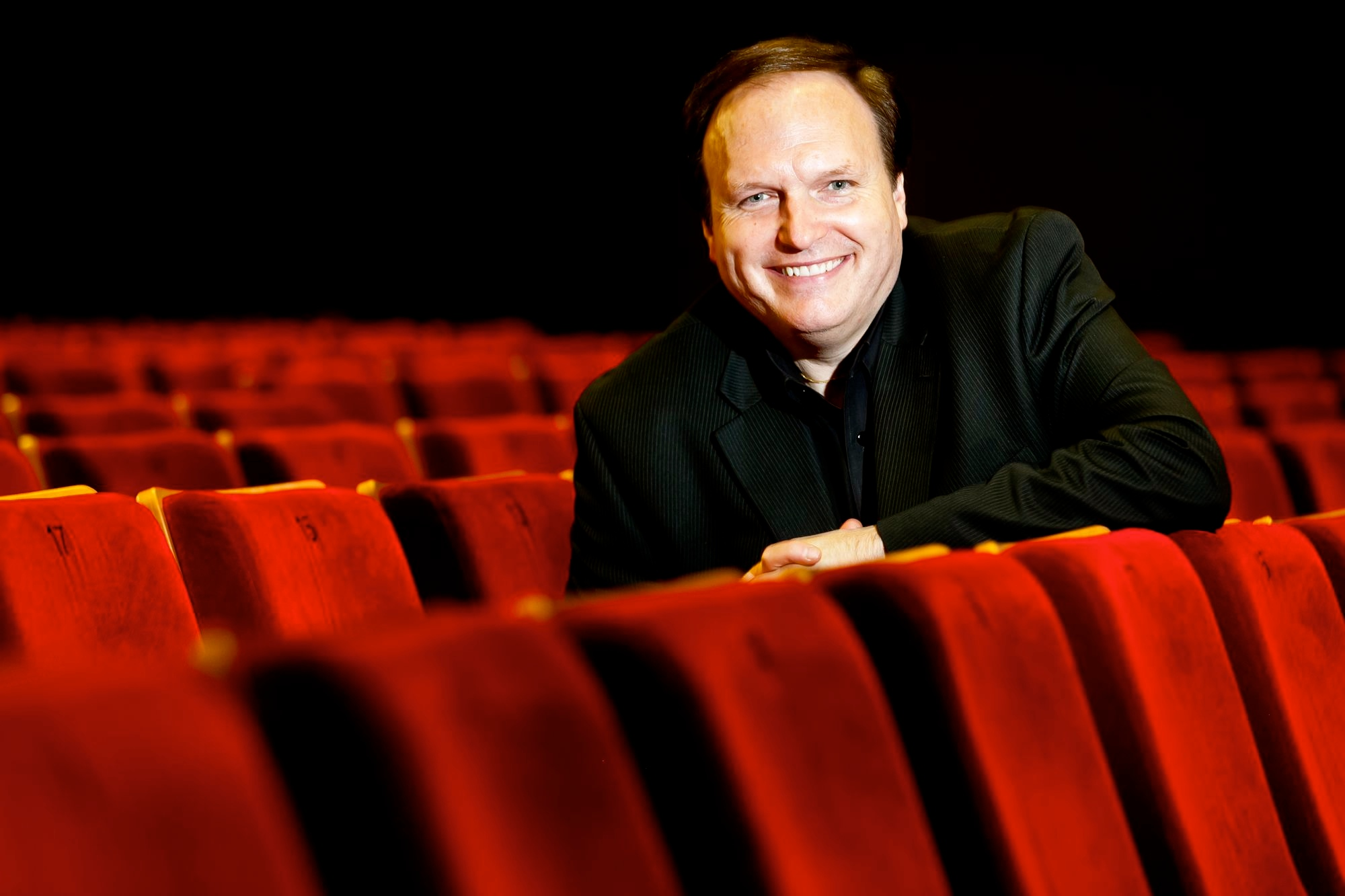
Scott Alan PROUTY

Scott Alan Prouty est un directeur musical, directeur artistique, chef de chœur, né aux États-Unis.

## Biographie
Scott Alan Prouty effectue ses études à l'Eastman School of Music de New York, où il obtient un Master of Arts Degree en direction de chœur et de pédagogie musicale pour enfants.
En 1986, il arrive à Paris pour un stage de six mois avec les Petits Chanteurs de Paris. C'est en 1992, qu'il crée avec l'appui de Marc-Olivier Dupin, le Chœur d'enfants de Créteil qui deviendra en 1996, le Chœur d'Enfants Sotto Voce, accueilli depuis 2006 au Théâtre de Châtelet à Paris.
Sollicité pour préparer des enfants solistes et des choristes à l'occasion de spectacles, Scott Alan Prouty dirige également des opéras pour enfants à l'Opéra national de Paris. Il collabore aussi avec la metteuse en scène Charlotte Nessi et l'ensemble Justiniana, Compagnie nationale de théâtre lyrique et musicale - Région Bourgogne-Franche Comté. Depuis 2013, il assure la direction artistique du festival Mois voix d'enfants - Espace scénique au Théâtre Edwidge-Feuillère de Vesoul.
En 1990, Claude Bessy, directrice de l'école de danse de l'Opéra national de Paris, le nomme professeur d'expression musicale et de chant des "Petits rats de l'Opéra". En 2004, Elisabeth Platel, nouvelle directrice de l'Ecole de danse, le nomme responsable des études musicales et lui confie ainsi l’éducation musicale de tous les jeunes artistes de l'école.
À la demande de Jeanine Roze, de 1999 à 2013, Scott Alan Prouty anime les premiers ateliers de chant pour les enfants pendant les Concerts du Dimanche matin au Théâtre des Champs-Élysées, puis au Théâtre du Châtelet où ils se transformeront en Ateliers pour les familles des Concerts Tôt - Concert Tea  jusqu'à la fermeture du Théâtre en 2017 pour travaux.
En 2017, Scott Alan Prouty a été élevé au grade de Chevalier de l'Ordre des Arts et des Lettres, en 2019, il reçoit la médaille de la Ville de Paris et en 2024 pour son action et son engagement la médaille Victor Hugo.

## Livre
Agnès Ceccaldi et Scott Alan Prouty, Chantons en chœur. Livre de pédagogie, Paris, JDIdées de Nathan, 2006, Livre + CD audio.